# Pozuelo de Tábara
Pozuelo de Tábara è un comune spagnolo di 227 abitanti situato nella comunità autonoma di Castiglia e León.